# Oranje dwergspanner
De oranje dwergspanner (Eupithecia icterata) is een nachtvlinder uit de familie van de spanners (Geometridae). De voorvleugellengte van de vlinder bedraagt tussen de 11 en 13 millimeter. De vlinder komt verspreid voor over Europa, Klein-Azië en het zuidwesten van Siberië. De soort overwintert als pop.

## Waardplanten
De oranje dwergspanner heeft met name duizendblad, maar ook andere kruidachtige planten als waardplanten.

## Voorkomen in Nederland en België
In Nederland en België is de oranje dwergspanner niet zo gewoon. De vliegtijd is van half mei tot in oktober in één jaarlijkse generatie.